# (491) Carina
(491) Carina planetoida z grupy pasa głównego asteroid okrążająca Słońce w ciągu 5 lat i 255 dni w średniej odległości 3,19 j.a. Została odkryta 3 września 1902 roku w Landessternwarte Heidelberg-Königstuhl w Heidelbergu przez Maxa Wolfa. Pochodzenie nazwy planetoidy nie jest znane. Przed jej nadaniem planetoida nosiła oznaczenie tymczasowe (491) 1902 JQ.